# كارل ديفيد أندرسون
كارل ديفيد أندرسون (بالإنجليزية: Carl David Anderson)‏ء (3 سبتمبر 1905 - 11 يناير 1991)، هو فلكي وفيزيائي أمريكي من مواليد نيويورك ولد في عام 1905 وتوفي في عام 1991م
حصل على جائزة نوبل في الفيزياء عام 1936

## إنجازاته
درس أشعة غاما والأشعة الكونية واكتشف سنة 1932م البوزيترون (الإلكترون المضاد) واستطاع هو وآخر (مشاركة) أن يبرهنا على وجود الميزون عمليا.

## حياته
كان أستاذا للفيزياء في سنة 1939م بمعهد كاليفورنيا للتكنولوجيا، نال جائزة نوبل سنة 1936م مشاركة مع فيكتور هس.

## وصلات خارجية
- كارل ديفيد أندرسون على موقع فايند أغريف
- Weisstein، Eric Wolfgang (المحرر). "Anderson, Carl (1905-1991)". ولفرام ريسيرتش.
- Annotated bibliography for Carl David Anderson from the Alsos Digital Library for Nuclear Issues
- السيرة الذاتية الوطنية الأمريكية  [لغات أخرى]‏, vol. 1, pp. 445–446.